# Тоест (списание)
„Тоест“ е интернет медия, която съществува от февруари 2018 г.
Издател и действителен собственик на toest.bg е Фондация „Тоест“. Учредители на Фондацията и членове на Настоятелството ѝ са Ан Фам, Владислав Севов, Йовко Ламбрев и Лина Кривошиева. Издържа се изцяло от дарения.
Екипът на медията се състои от Ан Фам, Владислав Севов, Йовко Ламбрев, Лина Кривошиева и Павлина Върбанова.
Автори на публикации са Александър Детев, Анастав Пунев, Венелина Попова, Демна Димитрова, Еми Барух, Жана Попова, Зорница Христова, Иван Брегов, Малина Петрова, Марин Бодаков, Нева Мичева, Полина Паунова, Светла Енчева, Стефан Иванов и Татяна Ваксберг.
Публикуват се и материали на гост-авторите Асен Асенов, Атанас Шиников, Велизар Шаламанов, Велислав Иванов, Веселин Димитров, Марина Георгиева, Даниел Пенев, Лисет Очоа, Мирослав Зафиров, Михаил Ангелов, Никол Ветин, Огнян Касабов, Огнян Цветков, Петър Денчев, Петя Накова, Радан Кънев, Христо Христев, Чило Попов, Георги Стойчев, Емил А. Георгиев и Стефка Цанева.